# Dark Polo Gang
La Dark Polo Gang è stato un gruppo musicale trap italiano, nato a Roma nel 2014 e composto da Tony Effe, Wayne Santana, Pyrex e Side Baby. Sick Luke, collaboratore che ha realizzato la quasi totalità delle loro produzioni, è stato talvolta considerato come il quinto membro del gruppo.
Sono arrivati alla ribalta senza l'aiuto e l'appoggio di una "major", avendo prodotto brani e video musicali in maniera autonoma attraverso la propria etichetta discografica indipendente Triplosette Entertainment.

## Storia

### Inizi (2014-2015)
I quattro membri iniziali del gruppo, ovvero Side Baby, Tony Effe, Pyrex e Wayne Santana, si conoscono fin dall'infanzia e sono cresciuti nei quartieri benestanti di Roma (Monti, Testaccio, Campo de' Fiori). Durante l'adolescenza iniziano a rappare per divertimento fino a quando il beatmaker Sick Luke, figlio del rapper Duke Montana, li convince a produrre seriamente dei brani. Nel 2015 esce il primo mixtape Full Metal Dark interamente prodotto da Sick Luke: il singolo che fece più scalpore fu "Roulette Russa".

### Primi successi e tre album in un anno (2016)
All'inizio del 2016 la Dark Polo Gang pubblica il loro primo album Crack musica, interpretato da Tony Effe e Side Baby esce il 10 marzo e ottenne buoni numeri sulle classifiche. Il singolo Cavallini insieme a Sfera Ebbasta è quello che ottenne maggior successo, insieme a Mafia. All'interno dell'album inoltre si trovano feat con gli anch'essi all'epoca emergenti Izi e Traffik. L'album arrivò al settantasettesimo posto nel 2017. Il 19 maggio dello stesso anno venne pubblicato il secondo album, questa volta interpretato da Wayne, chiamato Succo di zenzero. I singoli Pesi Sul Collo e Aldilà con Enzo Dong sono quelli che ottennero più successo. Come secondo feat dell'album si trova Sfera Ebbasta. Il 31 ottobre dello stesso anno è la volta di Pyrex con l'album The Dark Album, i singoli Fiori del male con Sfera Ebbasta e Sportswear ottennero moltissimo successo, quest'ultimo superando le 50 000 copie vendute. Nel 2017 fu l'ottantesimo album più ascoltato e oltre a Sfera Ebbasta si trovano le collaborazioni di Gianni Bismark, Tedua e Kamyar.

### Twins, Trilogy e dischi d'oro e di platino (2017)
Nel 2017 viene pubblicato l'album Twins, un album di Tony Effe e Wayne Santana che debutta in vetta alla Classifica FIMI Album. Nell'agosto 2017 il singolo Caramelle ha vinto il disco di platino dalla FIMI; successivamente anche Cono Gelato e Sportswear si sono aggiudicati i dischi di platino dal medesimo ente.  L'album venne preceduto dai singoli Spezzacuori, Cono Gelato, Magazine e Caramelle con la rapper Marina. Nell'album si trovano le partecipazioni di Guè e del rapper spagnolo Kaydy Cain. Il 31 ottobre del 2017 pubblicano Trilogy, una raccolta dei loro tre album del 2016.

### Album Sick Side, addio di Side e Trap Lovers (2018-2019)
Nel 2018 arriva il loro primo accordo con una major, la Universal Music Group, sotto la quale a gennaio è uscito l'album di Side Baby interamente prodotto da Sick Luke e chiamato Sick Side. L'album, anticipato dal noto singolo Diego Armando Maradona, contiene solamente il feat di Hermit G. L'album arrivò alla sesta posizione nel 2018 ottenendo buoni piazzamenti. Sempre nel 2018 viene pubblicata una docu-serie basata sulla storia e la vita quotidiana del gruppo romano, prodotta da TIMvision. Fondamentale è stata, tuttavia, la successiva dipartita dal gruppo da parte di Side Baby, il quale dopo un allontanamento iniziale e una dichiarazione rilasciata dal padre, deciderà di distaccarsi dal collettivo e di intraprendere una carriera solista.
Il 28 settembre 2018 viene pubblicato l'album Trap Lovers, il primo senza Side Baby e prodotto da Sick Luke, Chris Nolan e Michele Canova Iorfida. Si tratta del primo lavoro musicale della Dark Polo Gang pubblicato a nome unicamente del collettivo, come testimonia l'assenza dei nomi dei membri del trio nella copertina, cosa che non accade per i lavori musicali ad esso precedenti. L'album ha ottenuto un buon successo in madrepatria arrivando primo in classifica ed essendo stato il cinquantatreesimo progetto più ascoltato del 2019, e i relativi Cambiare adesso e British si sono aggiudicati rispettivamente doppio disco di platino e disco di platino. Nell'album si trova il feat di MamboLosco . Nel 2019 è stata presentata una riedizione, Trap Lovers Reloaded, promosso dai singoli di successivo Gang Shit (in collaborazione con Capo Plaza) e Sex on the Beach, anch'essi aggiudicatesi il disco d'oro dalla FIMI insieme al brano Taki Taki.Il realoded dell'album presenta molti featuring, sia italiani che stranieri, come Luchè, Guè, ZillaKami, Sosmula e Gashi. Successivamente alla reloaded dell'album pubblicano i singoli Bassotto interpretato da Tony Effe e Glock interpretato da Wayne Santana insieme a DrefGold e Giaime.

### Dark Boys Club e lo scioglimento (2020)
A inizio 2020 partecipano al singolo Loco del rapper spagnolo Kidd Keo. L'8 maggio 2020 viene pubblicato Dark Boys Club, un mixtape di inediti. Nel mixtape sono presenti diversi featuring, tra i quali MamboLosco Salmo, Tedua, Lazza, Capo Plaza, Anna, Traffik, Oni One, Ketama126, Boro, Samurai Jay e DrefGold, Geolier, Ski & Wok e Massimo Pericolo. L'album debuttò alla prima posizione in classifica superando le 25 000 vendite e fu il cinquantunesimo album più ascoltato in Italia nel 2020. Successivamente all'album i tre componenti intraprendono progetti da solisti, inizialmente postando ancora sul canale YouTube della Dark Polo Gang, poi passando per dei loro canali individuali.

## Tematiche
Sotto una velata autoironia, il nucleo dei testi cantati dal gruppo è costituito da una critica al rap moderno, definito ormai accessibile a tutti. La Gang tratta inoltre della globalizzazione e della necessità di adattarsi alle sue regole per guadagnare e diventare famosi, da sempre unico obiettivo della stessa Gang. Tra le tematiche affrontate dal gruppo ci sono anche gli stupefacenti, la malavita, la passione per la moda, i soldi e più recentemente l'amore. Servendosi di un flow basato sull'assonanza, sono soliti usare termini appartenenti allo slang giovanile e suoni tipici della trap, svariati riferimenti ai personaggi di culto della vita reale e neologismi appartenenti al mondo "alieno" di cui fanno parte e che definiscono loro stessi tale.

## Controversie
Nonostante il crescente e ormai raggiunto successo, la Dark Polo Gang è anche molto criticata sul web da buona parte dei sostenitori dell'hip hop italiano. Le maggiori cause di ciò sono la pochezza di contenuti, le frasi «sconnesse», apparentemente prive di senso, e le annesse rime non chiuse che spesso figurano nei loro testi. Contraddistinti da una costante strafottenza e atteggiamenti «borderline», l'utilizzo di scenari e tematiche che secondo alcuni «non appartengono» a ciò che è realmente l'origine del collettivo romano, è anche fortemente fonte di critica.
Alla fine del novembre del 2016 si è scatenata contro il gruppo una controversia per alcune storie pubblicate su Instagram in cui Tony Effe e Wayne hanno insultato con epiteti razzisti il rapper di origine ghanese Bello Figo, accompagnati dall'imitazione di versi scimmieschi. Successivamente il gruppo si è scusato attraverso un video diffuso attraverso la rete sociale.
La Dark Polo Gang ha ricevuto dissing da parte di vari rapper, tra cui Achille Lauro, Guè, Gemitaiz, Inoki e Shade.
Nel maggio 2018, durante una festa in un appartamento, i condomini hanno richiesto le forze dell'ordine per la presenza di individui sospetti. Durante il controllo da parte degli agenti sono fermate delle persone in stato confusionale provenienti dall'appartamento in questione. Dopo un po' di insistenza gli agenti sono riusciti a farsi aprire la porta, Side Baby è stato sorpreso a lanciare dalla finestra un involucro scuro. All'interno c'erano numerosi grammi di alcune sostanze stupefacenti. Arrestato in flagranza di reato per detenzione ai fini di spaccio, ha dichiarato che le sostanze erano per uso personale.

## Formazione
Attuale
- Tony Effe – voce (2014-2021)
- Pyrex – voce (2014-2021)
- Wayne Santana – voce (2014-2021)

Ex componenti
- Side Baby – voce (2014-2018)

## Discografia

### Album in studio
- 2017 – Twins (Tony Effe, Wayne Santana)
- 2018 – Sick Side (Side Baby)
- 2018 – Trap Lovers

### Mixtape
- 2015 – Full Metal Dark
- 2016 – Crack musica (Tony Effe, Side Baby)
- 2016 – Succo di zenzero (Wayne Santana)
- 2016 – The Dark Album (Pyrex)
- 2020 – Dark Boys Club

### Raccolte
- 2017 – Trilogy

### Singoli
- 2016 – Sportswear
- 2017 – Spezzacuori
- 2017 – Magazine
- 2017 – Caramelle (feat. Marïna/Peachwalnut)
- 2018 – British
- 2018 – Cambiare adesso
- 2019 – Gang Shit (feat. Capo Plaza)
- 2019 – Sex on the Beach
- 2019 – Bassotto
- 2019 – Glock (feat. DrefGold e Giaime)

## Filmografia
- Dark Polo Gang - La serie – serie televisiva, 12 episodi (2018)